# 阿辻哲次
阿辻 哲次（あつじ てつじ、1951年〈昭和26年〉7月10日 - ）は、日本の漢学者・言語学者・中国文学者。京都大学名誉教授。漢検協会漢字文化研究所所長。日本漢字学会初代会長。

## 経歴・人物
大阪府出身。家業が大淀区南浜の印刷工場であり、人名などで活字にない文字が注文された際に、既存の活字を削るなどしていたのを見て、漢字に興味を抱く。大阪府立北野高等学校を経て、1975年京都大学文学部中国語学中国文学科卒業。1980年京都大学大学院博士課程中退。『均社』第四代社長。静岡大学助教授。京都大学大学院人間・環境学研究科教授、2017年定年退任、名誉教授。
文化庁文化審議会国語分科会漢字小委員会委員で、2010年の常用漢字追加の選定に携わる。
2018年に設立された漢字を専門に研究する日本初の学会・日本漢字学会では初代会長に選ばれた。

## 研究
- 漢字の研究で国内外に知られ、甲骨文字発祥の地である中国河南省安陽市で開催された国際漢字大会では来賓となっている[5]。
- 吉川幸次郎や藤堂明保の中国学の流れを受け継いでおり、白川静の学説に対しては批判的な立場にある。

## 著書

### 単著
- 『漢字学―『説文解字』の世界』（東海大学出版会、1985、新装版2013）
- 『図説 漢字の歴史』（大修館書店、1989）
- 『知的生産の文化史―ワープロがもたらす世界』（丸善ライブラリー、1991）
- 『教養の漢字学』（大修館書店、1993）
- 『漢字のベクトル』（筑摩書房 ちくまライブラリー、1993）
- 『漢字の字源』（講談社現代新書、1994）
- 『漢字の文化史』NHKブックス、1994。ちくま学芸文庫 2007
- 『文字 (一語の辞典)』（三省堂、1998）
- 『中国漢字紀行』（大修館書店 あじあブックス、1998）
- 『漢字の社会史―東洋文明を支えた文字の三千年』（PHP新書、1999）。読みなおす日本史・吉川弘文館、2012
- 『漢字のなりたち物語』（講談社ことばの新書、2000）
- 『漢字道楽』講談社選書メチエ、2001。講談社学術文庫 2008
- 『漢字のいい話』大修館書店、2001。新潮文庫 2020
- 『漢字のはなし』（岩波ジュニア新書、2003）
- 『漢字三昧』（光文社新書、2003）
- 『漢字の字源』講談社現代新書、2003）
- 『漢字の知恵』（ちくま新書、2003）
- 『部首のはなし―漢字を解剖する』(中公新書、2004）
- 『故事成語 目からウロコの85話』（青春出版社・青春新書、2004）「故事・ことわざ・四字熟語」青春文庫 2017
- 『タブーの漢字学』講談社現代新書、2004。講談社学術文庫、2013
- 『「名前」の漢字学―日本人の“名付けの由来”をひも解く』（青春出版社・青春新書、2005）
- 『知っておきたい漢字の知識』（柳原出版、2005）
- 『部首のはなし〈2〉もっと漢字を解剖する』（中公新書、2006）
- 『近くて遠い中国語―日本人のカンちがい』（中公新書、2006）
- 『漢字を楽しむ』（講談社現代新書、2008）
- 『漢字の相談室』（文春新書、2009）
- 『漢字文化の源流 京大人気講義シリーズ』（角川書店、2009）
- 『漢字逍遥』（角川書店・新書、2010）
- 『漢字と日本人の暮らし』（大修館書店、2010）
- 『戦後日本漢字史』（新潮選書、2010）ちくま学芸文庫 2020
- 『漢字再入門　楽しく学ぶために』中公新書、2013
- 『日本人のための漢字入門』講談社現代新書、2020
- 『遊遊漢字学 中国には「鰯」がない』日本経済新聞出版〈日経プレミアシリーズ〉、2020年。ISBN 978-4-532-26435-2。

### 共編・編著
- 『角川 現代漢字語辞典』（角川学芸出版、2001）
- 『ザ・漢字―「字源」から「パソコン文字登録」までの最強の雑学本』（学習研究社、2002）
- 『角川新字源 改訂新版』（角川学芸出版、2017）